# Okrožje Roosevelt, Nova Mehika
Okrožje Roosevelt je okrožje, ki leži v ameriški zvezni državi Nova Mehika. 
Leta 2000 je okrožje imelo 18.018 prebivalcev na 6.358 km² površine (od tega je 16 km² vodnih površin (0,26 % celotnega površja)).
Sedež okrožja je Portales.

## Naselja
- Causey
- Dora
- Elida
- Floyd
- Kenna
- Milnesand
- Portales